# Тала Калатай
Тала Калатай (справжнє ім'я Наталія Андріївна Калатай; нар. 20 травня 1982, Київ) — українська телеведуча й акторка.

## Життєпис
У 2003 році закінчила Київський національний університет театру, кіно і телебачення імені Івана Карпенка-Карого (КНУТКіТ).
Після закінчення навчання у 2003 році почала працювати у київському «Вільному театрі» та одночасно була ведучою на телеканалі «Тоніс». З 2004 по 2007 рік була ведучою програми «Дивись!» на телеканалі «ТЕТ». В 2007 році була ведучою програми «Сніданок з 1+1». З 2008 по 2010 рік була ведучою програми «Янголи і демони» на телеканалі «Сіті». З 2010 по 2012 рік була ведучою програми «Легко бути жінкою» на «Першому національному телеканалі».
З 2012 року була однією з ведучих програми «Ранок з Україною» на телеканалі «Україна».
Викладає майстерність телеведучого у КНУТКіТ.
Весною 2016 року приєдналася до патріотичного флешмобу #яЛюблюСвоюКраїну, опублікувавши відеозвернення, у якому розповідає, за що любить Україну.
З 2017 по 2019 рік була ведучою програми «Новий день» на телеканалi «Прямий».
З 2019 по 2021 рік була ведучою програми «Ранок чемпіонiв» на каналi «Україна 24».
З 2022 року ведуча на телеканалi «FREEДОМ».

## Сім'я
Чоловік — телепродюсер, колишній оператор Андрій Слободян (нар. 1962), син кінознавця, заслуженого діяча мистецтв України Миколи Слободяна.
Діти — дочка Марія та син Макар.
Мати — Наталя Борисівна. 4 вересня 2019 року народився син

## Фільмографія
- 2005 «Леся+Рома»
- 2007 «Доярка з Хацапетівки»
- 2008 «Доярка з Хацапетівки 2: Виклик долі»
- 2010 «Єфросинія»
- 2010 «Домашній арешт»